# Måns Jonasson
Måns Petter Jonasson, född 20 maj 1974 i Katarina församling i Stockholm, är en svensk författare, föreläsare och musiker.
Under våren 2013 startade han satsningen Barnhack som ett privat initiativ utanför sitt arbete vid Internetstiftelsen i Sverige. Vid ett stort antal träffar utbildade han hundratals barn från sex år och uppåt i programmeringsmiljön Scratch från Massachusetts Institute of Technology (MIT). Utbildningarna blev populära, särskilt efter att Jonasson spelade in ett antal lektioner för spridning på YouTube.
År 2016 utgav Jonasson två böcker om programmering för barn på förlaget Rabén & Sjögren inom serien "Programmera från Scratch". Titlarna "Bygg ditt eget dataspel!" och "Koda bus och dataspel" är instruktionsböcker med steg-för-steg-introduktion till programmering för barn mellan sex och fjorton år.
År 2019 utkom "Framtidsboken" på samma förlag, en barnbok för åldrarna sex till tolv år, illustrerad av Emily Ryan. Boken spanar 50 år framåt i tiden till år 2070 och vill visa på flera innovationer och hoppfulla förbättringar som kommer att ske under fem decennier.
Jonasson är även aktiv som musiker och har under namnet Skövlarsyntharen gjort musik med budskapet att fler bostäder behöver byggas. Han har även producerat ett flertal album med sina synthband Art Fact och Sine City. 
Jonasson driver också en podcast om elektronisk musik, Blå måndag.